# Catasticta manco
Catasticta manco är en fjärilsart som först beskrevs av Doubleday 1848.  Catasticta manco ingår i släktet Catasticta och familjen vitfjärilar. Inga underarter finns listade i Catalogue of Life.